# Katherine Hannigan
Katherine Hannigan (* 1962 in Lockport (Stadt), Bundesstaat New York, USA) ist eine US-amerikanische Kinder- und Jugendbuch-Autorin und Hochschullehrerin.

## Leben
Hannigan studierte die Fächer Mathematik, Pädagogik und Malerei und schloss ihre Studien mit einem Master of Fine Arts in Kunst ab. Sie unterrichtete Kunst und Design als Assistenzprofessorin an der University of Iowa. Sie war ferner als Koordinatorin im Erziehungsprogramm Head Start tätig.
Zu Zeit lebt Hannigan in einer kleinen Stadt im Bundesstaat Iowa. Von ihren bisher drei Buchveröffentlichungen sind zwei in deutscher Sprache erschienen.

## Preise und Auszeichnungen
- 2004: Josette Frank Award für Ida B.
- 2004: Mitten Award für dasselbe Buch.
- 2014: Luchs (Literaturpreis) für Die Wahrheit, wie Delly sie sieht.

## Veröffentlichungen
- Ida B. and Her Plans to Maximize Fun, Avoid Disaster, and (possibly) Save the World, Entre Bros. 2005.
  - deutsch von Uwe-Michael Gutzschhahn: Ida B... und ihre Pläne, so viel Spaß wie möglich zu haben, Unheil zu vermeiden und (eventuell) die Welt zu retten. cbj, München 2005, ISBN 3-570-12972-1.
- Emmaline and the Bunny. 2009.
- True... (sort of). Greenwillow Books, New York City, USA 2011, ISBN 978-0-06196-873-0.
  - deutsch von Susanne Hornfeck: Die Wahrheit, wie Delly sie sieht. Hanser, München 2014, ISBN 978-3-446-24513-6; als Hörbuch bei Hörbuch Hamburg 2014, ISBN 978-3-86742-714-2.[1]
- Gwendolyn Grace. Greenwillow Books, New York City 2015, ISBN 978-006234-519-6